# Dårligdommerne
Dårligdommerne er en dansk podcast der anmelder dårlige (ifølge holdet), primært danske, film. Podcastens værter er Jacob Ege Hinchely, Troels Møller og Christopher Leo "Sideburns" Andersen. I en kort periode erstattede komiker Dan Andersen "Sideburns" som den 3. dommer. Alle tre originale værter har tidligere arbejdet for, eller er stadig involveret i, produktionen af Troldspejlet på DR. Podcasten er inspireret af den lignende amerikanske podcast How Did This Get Made? Værterne har selv kaldt podcasten for et satirisk anmelderprogram.

## Format
I hver podcast anmeldes der én film, med enkelte undtagelser, hvor flere kortfilm er afsnittets hovedemne. De film der anmeldes i Dårligdommerne er primært uaktuelle danske film, men der er også lavet afsnit med nye amerikanske produktioner som bl.a. Warcraft (2016), Batman v Superman: Dawn of Justice (2016) og Justice League (2017).
Sproget i podcasten udmærker sig ved til tide at være vulgært og udtrykket "knep jer selv" er blevet en fast del af programmet og optræder ofte i opslag på trioens sociale medier.
Indimellem har værterne gæster på besøg, der ofte har valgt den film som de ser. Disse gæster har bl.a. inkluderet værten fra Troldspejlet Jakob Stegelmann, filminstruktør Ask Hasselbalch, rapperen Pede B, komikerne Ane Høgsberg, Dan Andersen og Mark Le Fevre.
Herefter taler værterne og eventuelle gæster om indholdet i filmen, hvor de påpeger plothuller, dårligt skuespil, ulogiske eller decideret forkerte oplysninger (eksempelvis inkonsekvente tidslinjer, forkerte beregninger eller lignende). Teknikken hvormed filmen er optaget berøres også, herunder color grading, lyd- og lyssætning samt valg af digitalt/analogt kamera. Desuden afspilles en række klip fra filmen, udvalgt af værterne, hvorefter de taler om indholdet.
I en del afsnit har Andersen lavet en quiz på baggrund af eventuelt ekstramateriale til filmene, research på nettet og lignende. I flere afsnit har en lytter og fan også indsendt en quiz, som Hinchely og Møller forsøger at svare på.
Hvert afsnit afsluttes med uddelingen af en såkaldt Søren Bregendal-pris, der gives til den skuespiller, der gør filmen værd at se, enten fordi vedkommende gør det så dårligt, at det er underholdende, eller fordi personen gør det godt i en ellers ekstremt ringe film. Prisen er opkaldt efter den danske sanger og skuespiller Søren Bregendal efter hans præstation i Rich Kids, som var den første film, som podcasten omhandlede. Afslutningsvist vurderer dommerne (inklusive eventuelle gæster) om filmen kan anbefales eller ej.
I afsnit 50 (efter podcasten rykkede platform) omhandlende Klassefesten 2 - Begravelsen, indføres Sy Lee-prisen, der gives til den statist, der stjæler billedet. Prisen er opkaldt efter realitydeltager Sy Lee, der i forbindelse med sin deltagelse i filmen skrev et indlæg om oplevelsen på sin blog.
Flere afsnit er blevet optaget under liveshows på bl.a. Bremen Teater i København, Svalegangen i Aarhus Teater 95b i Odense og Grønnegades Kaserne i Næstved.
Podcasten udkommer hver anden uge. Fra juni 2017 forsøgte de desuden at udgive en såkaldt "minisode" i de uger, hvor podcasten ikke udkom. I minisoder snakker værterne om film generelt og besvarer spørgsmål fra lyttere, som de har fået via email og sociale medier.
I foråret 2019 annoncerede Dårligdommerne, at podcasten ophørte. Men i august samme år blev det afsløret, at Dårligdommerne rykker over på den nye podcasttjeneste Podimo.

## Nytårsawards
I 2017 og 2018 udgav Dårligdommerne en Nytårs special, hvor værterne gav priser til de film, som de havde set i løbet af året.
| År   | Pris                   | Vinder |
| ---- | ---------------------- | --- |
| 2017 | Årets grimmeste film   | Den Sidste Rejse |
| 2017 | Årets Bregendahlpris   | Thomas Albrechtsen (Surferne kommer) |
| 2017 | Årets dårligste replik | "Jamen en gang skal jo være den første, og det bliver også den sidste" "Hvorfor det?" "Fordi jeg kører din hest direkte hen til slagteriet, hvor den hører hjemme" (Sven Ole Schmidt i Tarok) |
| 2017 | Årets dårligste film   | Tarok |
| 2018 | Årets Bregendahlpris   | Danny Thykær (Skizo og Backgammon) |
| 2018 | Årets dårligste replik | "Kan du ikke bare lige gøre det to minutter mér? Sådan dér."(Stephania Potalivo i Ansigtet)                                                                                                   |
| 2018 | Årets værste           | The Rain |

## Modtagelse
Episode 9 af podcasten, som omhandlede A Viking Saga, var nomineret til Årets Podcast ved Prix Radio i 2015, men blev slået af One Direction Podcast.
Oliver Enné fra Euroman nævnte i en artikel fra april 2015 at afsnittet om Rich Kids var "værd at høre". Dårligdommerne blev nævnt som en blandt 11 podcasts, som blev anbefalet af Sarah Iben Almbjerg i en artikel fra Berlingske fra november 2016.
I januar 2017 blev podcasten downloadet 100.000 gange. I juni 2017 rundede podcasten 1 million downloads. I januar 2018 skrev Euroman at podcastens afsnit gennemsnitligt blev downloadet 25.000 gange.
Ved udgangen af 2017 blev Dårligdommerne nævnt som et alternativ til Den Korte Radioavis, hvis man elsker "Kirsten Birgits Kulturkanyle".
I maj 2018 nåede podcasten 2 millioner downloads. I foråret 2019 havde de opnået 2,7 millioner downloads.

## Afsnit
| Afsnit                | Film                                           | År             | Instruktør                                                | Gæst | Søren Bregendal-pris                                                 | Anbefalet  | Bemærkninger |
| --------------------- | ---------------------------------------------- | -------------- | --------------------------------------------------------- | --- | -------------------------------------------------------------------- | ---------- | --- |
| 1                     | Rich Kids                                      | 2007           | Rune Bendixen                                             | - | Søren Bregendal                                                      | Ja         | |
| 2                     | Midsommer                                      | 2003           | Carsten Myllerup                                          | - | Nicolai Jandorf Klok                                                 | Nej        | |
| 3                     | Teenage Mutant Ninja Turtles                   | 1990           | Steve Barron                                              | - | -                                                                    | -          | |
| 4                     | Slim Slam Slum                                 | 2002           | Marcelino Ballarin Jorge Ballarin                         | - | Bent Andersen                                                        | Nej        | |
| 5                     | Over kanten                                    | 2010           | Laurits Munch-Petersen Jacob Ditlev                       | - | Christiane Schaumburg-Müller                                         | Nej        | |
| 6                     | Hodja fra Pjort                                | 1985           | Brita Wielopolska                                         | David Bertelsen (Hodja)                                                                                      | Debbie Cameron                                                       | Nej        | Delt i 2 afsnit. |
| 7                     | Sidste time                                    | 1995           | Martin Schmidt                                            | Dennis Stanley                                                                                               | Peter Jorde                                                          | Ja         | |
| 8                     | Jensen og Jensen                               | 2011           | Craig Frank                                               | - | Jonas Schmidt                                                        | Nej        | |
| 9                     | A Viking Saga                                  | 2008           | Michael Mouyal                                            | Jakob Stegelmann                                                                                             | Alexandre Willaume-Jantzen                                           | Ja         | |
| 10                    | Noget i luften                                 | 2011           | Michael Asmussen                                          | - | Christiane Schaumburg-Müller                                         | Nej        | |
| 11                    | Julefrokosten                                  | 2009           | Rasmus Heide                                              | Pede B | Janus Dissing Rathke Sebastian Jessen                                | Nej        | Bregendal-prisen er delt da de begge spiller Allan, (Sebastian dubber Janus). Julespecial. |
| 12                    | Kollegiet                                      | 2007           | Martin Barnewitz                                          | - | Jon Lange                                                            | Ja         | |
| 13                    | Skyggen                                        | 1998           | Thomas Borch Nielsen                                      | Christian Volfing                                                                                            | Mads Parsum                                                          | Ja         | |
| 14                    | Agent 69 Jensen – I Skyttens Tegn              | 1978           | Werner Hedman                                             | - | Karl Stegger                                                         | Nej        | |
| 15                    | Kat                                            | 2001           | Martin Schmidt                                            | Karen Straarup                                                                                               | Martin Brygmann                                                      | Nej        | |
| 16                    | Nattens Engel                                  | 1998           | Shaky González                                            | Nikolaj Stokholm                                                                                             | Ulrich Thomsen                                                       | Ja         | |
| 17                    | Bananen - skræl den før din nabo               | 1990           | Regner Grasten                                            | Ask Hasselbalch                                                                                              | Onkel Dum & Bananerne                                                | Ja         | |
| 18                    | Farligt venskab                                | 1995           | Jørn Faurschou                                            | - | Kenn Godske Lars Lippert                                             | Ja         | |
| 19                    | Commando                                       | 1985           | Mark L. Lester                                            | - | Vernon Wells                                                         | Ja         | Amerikansk. Senere et afsnit af Hakkedrengene |
| 20                    | Ambulancen                                     | 2005           | Laurits Munch-Petersen                                    | Jonas Vesterbøg                                                                                              | Paw Henriksen                                                        | Nej        | |
| 21                    | Helten                                         | 1989           | Albert Pyun                                               | - | Vincent Klyn                                                         | Ja         | Amerikansk. |
| 22                    | Player                                         | 2013           | Tomas Villum Jensen                                       | Regitze Heiberg                                                                                              | Ditte Arnth                                                          | Nej        | |
| 23                    | Den gode strømer                               | 2004           | Lasse Spang Olsen                                         | Søren Dürr                                                                                                   | Nikolaj Coster-Waldau                                                | Nej        | |
| 24                    | Mørkeleg                                       | 1996           | Martin Schmidt                                            | - | Christian Grønvall                                                   | Nej        | |
| 25                    | Baby Doom                                      | 1998           | Peter Gren Larsen                                         | - | Ulrich Thomsen                                                       | Nej        | Live streamet. |
| 26                    | Himmerland                                     | 2008           | James Barclay                                             | - | Nikolaj Coster-Waldau                                                | Nej        | Live streamet. |
| 27                    | 2 ryk og en aflevering                         | 2003           | Aage Rais-Nordentoft                                      | Andreas Nederland                                                                                            | Cyron Melville                                                       | Nej        | Live streamet. |
| 28                    | Flænset                                        | 1999           | Heini Grünbaum                                            | - | Michael Brendstrup                                                   | Ja         | Halloween-special. |
| 29                    | Selfie                                         | 2015           | Stefano González                                          | - | Jimmi Brandt Pedersen                                                | Ja         | |
| 30                    | Bag det stille ydre                            | 2005           | Martin Schmidt                                            | - | Dejan Čukić                                                          | Nej        | |
| 31                    | Pizza King                                     | 1999           | Ole Christian Madsen                                      | Jonas Vesterbøg                                                                                              | Janus Nabil Bakrawi                                                  | Nej        | |
| 32                    | Polle Fiction                                  | 2002           | Søren Fauli                                               | - | Per Otto Bersang Rasmussen                                           | Nej        | |
| 33                    | One Hell of a Christmas                        | 2002           | Shaky González                                            | - | Thure Lindhardt                                                      | Nej        | |
| 34                    | The Star Wars Holiday Special                  | 1978           | George Lucas Steve Binder David Acomba                    | - | Paul Gale og/eller Wazzan Troupe (Far Itchy eller danserne)          | Nej        | Amerikansk. |
| 35                    | Lev stærkt                                     | 2014           | Christian E. Christiansen                                 | - | Joakim Ingversen                                                     | Ja         | |
| 36                    | De Vilde Svaner                                | 2009           | Ghita Nørby Peter Flinth                                  | Jakob Stegelmann                                                                                             | HM Dronning Margrethe II af Danmark                                  | Ja         | |
| 37                    | Vanvittig forelsket                            | 2009           | Morten Giese                                              | - | Rasmus Botoft                                                        | Nej        | Valentin-special. |
| 38                    | Remix                                          | 2008           | Martin Hagbjer                                            | Mark Le Fevre                                                                                                | Sofie Lassen-Kahlke                                                  | Nej        | |
| 39                    | Operation Cobra                                | 1995           | Lasse Spang Olsen                                         | - | Dejan Čukić                                                          | Ja         | - |
| 40                    | Den røde tråd                                  | 1989           | Piv Bernth                                                | Ask Hasselbalch                                                                                              | Thomas Eje                                                           | Ja         | |
| 41                    | ID:A                                           | 2011           | Christian E. Christiansen                                 | - | Ian Hansen*                                                          | Nej        | *Fotograf. |
| 42                    | Bora Bora                                      | 2011           | Hans Fabian Wullenweber                                   | Mark Le Fevre                                                                                                | Pilou Asbæk eller Janus Dissing Rathke                               | ?          | Live fra Bremen Teater, quiz af Mads Madsen, 20-30 min. af live delen mangler så uklar pris-vinder og anbefaling. |
| 43                    | Jydekompagniet                                 | 1988           | Finn Henriksen                                            | - | Paul Hüttel                                                          | Nej        | |
| 44                    | Smukke dreng                                   | 1993           | Carsten Sønder                                            | Elias Eliot                                                                                                  | Niels Jørgensen                                                      | Ja         | |
| 45                    | Under overfladen                               | 1999           | Morten Køhlert                                            | - | Laura von Lindholm                                                   | Ja         | |
| 46                    | Fri os fra det onde                            | 2009           | Ole Bornedal                                              | - | Jens Andersen                                                        | Nej        | Quiz ikke med i podcasten. |
| 47                    | Far til fire - på japansk                      | 2010           | Claus Bjerre                                              | Nikolaj Stokholm                                                                                             | Søren Bregendal                                                      | Nej        | Live fra Teater Play, quiz af Mads Madsen. |
| 48                    | Den rette ånd                                  | 2005           | Martin Strange-Hansen                                     | - | Laura Bro                                                            | Nej        | |
| 49                    | Elvis Hansen - en samfundshjælper              | 1988           | Jan Hertz                                                 | Ask Hasselbalch                                                                                              | Helle Michaelsen                                                     | Nej        | Live fra Huset-KBH |
| 50                    | Kampen om den røde ko                          | 1987           | Jarl Friis-Mikkelsen Ole Stephensen                       | Rasmus Bruun                                                                                                 | Axel Strøbye                                                         | Nej        | Live fra Huset-KBH. |
| 51                    | Supervoksen                                    | 2006           | Christina Rosendahl                                       | Jonas Vesterbøg                                                                                              | Sebastian Jessen                                                     | Nej        | Live fra Teater Katapult, Aarhus. |
| 52                    | Sekten                                         | 1997           | Susanne Bier                                              | Ane Høgsberg                                                                                                 | Ghita Nørby                                                          | Nej        | Live fra Teater 95b, Meget dårlig lyd. |
| 53                    | Encounters                                     | 2014           | Anders Johannes Bukh                                      | - | Kristian Fjord                                                       | Ja         | |
| 54                    | Den Sorte Madonna                              | 2007           | Lasse Spang Olsen                                         | - | Tuva Novotny                                                         | Nej        | |
| 55                    | The Last Warrior                               | 2010           | Shaky González                                            | - | Thomas Eje                                                           | Ja         | |
| 56                    | Pyrus på pletten                               | 2000           | Martin Miehe-Renard                                       | Michael Schøt Pede B                                                                                         | Søren Østergaard eller Thomas Mørk                                   | Ja         | Live fra Bremen Teater Julespecial. |
| 57                    | Anja og Viktor - Kærlighed ved første hik 2    | 2001           | Charlotte Sachs Bostrup                                   | - | Joachim Knop                                                         | Nej        | |
| 58                    | Ved verdens ende                               | 2009           | Tomas Villum Jensen                                       | Signe Amtoft                                                                                                 | Birgitte Hjort Sørensen                                              | Nej        | Livestreamet. |
| 59                    | Askepop - the movie                            | 2003           | Charlotte Sachs Bostrup                                   | Karen Straarup Møller                                                                                        | Karl Bille                                                           | Ja         | Live fra Svalegangen i Aarhus. |
| 60                    | En, to, tresomt                                | 2015           | Claus Bjerre                                              | - | Maria Cordsen                                                        | Nej        | Valentin-special. |
| 61                    | Batman v Superman: Dawn of Justice             | 2016           | Zack Snyder                                               | - | Jesse Eisenberg                                                      | Ja         | |
| 62                    | Anja efter Viktor – Kærlighed ved Første Hik 3 | 2003           | Charlotte Sachs Bostrup                                   | Dan Andersen                                                                                                 | Ida Dwinger                                                          | Nej        | |
| 63                    | Den Sidste Rejse                               | 2011           | Lasse Spang Olsen                                         | - | Jacob Haugaard                                                       | Nej        | |
| 64                    | Kandidaten                                     | 2008           | Kasper Barfoed                                            | - | Nikolaj Lie Kaas                                                     | Ja         | |
| 65                    | Hvidsten Gruppen                               | 2012           | Anne-Grethe Bjarup Riis                                   | Brian Mørk                                                                                                   | Snublepigen (Laura Winther Møller)                                   | Nej        | Live fra Grønnegades Kaserne i Næstved. |
| 66                    | Paycheck                                       | 2003           | John Woo                                                  | Mark Le Fevre                                                                                                | Paul Giamatti                                                        | Ja         | Amerikansk Sendt live på TV 2 Zulus facebookside mens kanalen sendte filmen. |
| 67                    | Fidibus                                        | 2006           | Hella Joof                                                | - | Jokeren                                                              | ?          | |
| 68                    | Bagland                                        | 2003           | Anders Gustafsson                                         | - | Sofie Helqvist                                                       | Nej        | |
| 69                    | Comeback                                       | 2015           | Natasha Arthy                                             | Ane Høgsberg                                                                                                 | Roberta Reichhardt                                                   | Nej        | |
| 70                    | Warcraft                                       | 2016           | Duncan Jones                                              | - | Travis Fimmel                                                        | Nej        | |
| 71                    | Surferne kommer                                | 1998           | Peter Bay                                                 | - | Thomas Albrechtsen                                                   | Ja         | |
| 72                    | Guldkysten                                     | 2015           | Daniel Dencik                                             | Christian Trangbæk                                                                                           | Jakob Oftebro                                                        | Nej        | |
| 73                    | Tarok                                          | 2013           | Anne-Grethe Bjarup Riis                                   | Rasmus Bruun Frederik Cilius                                                                                 | Sven Ole Schmidt                                                     | Nej        | Live fra Bremen Teater Cilius medvirkede i en birolle. |
| 74                    | Anti                                           | 2016           | Morten Boesdal Halvorsen                                  | Thomas Hartmann                                                                                              | Bagerjomfru (Malene Knudsen)                                         | Nej        | Live fra Aarhus. |
| 75                    | Det perfekte kup                               | 2008           | Dennis Holck Petersen                                     | - | Robert Hansen                                                        | Nej        | |
| 76                    | Alien: Covenant                                | 2017           | Ridley Scott                                              | - | Danny McBride                                                        | Nej        | Amerikansk. |
| 77                    | Dværgen                                        | 1974           | Vidal Raski                                               | - | Torben Bille                                                         | Ja         | Halloween-special. |
| 78                    | Veninder                                       | 2005           | Charlotte Sachs Bostrup                                   | Ane Høgsberg                                                                                                 | Christian Tafdrup                                                    | Ja         | Egentlig to stemmer for og to imod, mens gæsten fik lov at afgøre. |
| 79                    | Blokland Dværgen og Luderen Skizo              | 2015 2008 2008 | Stefano Gonzalez Aske Bang Svend Ploug Johansen           | - | Danny Thykær (Skizo)                                                 | Ja Ja Ja   | 3x kortfilm. |
| 80                    | Walter og Carlo i Amerika                      | 1989           | Jarl Friis-Mikkelsen Ole Stephensen                       | Pede B | Jarl Friis-Mikkelsen                                                 | Nej        | |
| 81                    | Undercover                                     | 2016           | Nikolaj Peyk                                              | Jonas Vesterbøg                                                                                              | Camilla Bendix                                                       | Nej        | |
| 82                    | Anja og Viktor - Brændende kærlighed           | 2007           | Niels Nørløv Hansen                                       | Dan Andersen Morten Wichmann Jonas Vesterbøg                                                                 | Johannes Lilleøre                                                    | Nej        | Live fra Bremen Teater. |
| 83                    | Sverige er fantastisk                          | 2015           | Jessica Nilsson                                           | Rasmus Olsen                                                                                                 | Hanen Trofast                                                        | Nej        | Live i Musikhuset Aarhus. |
| 84                    | Historien om Kim Skov                          | 1981           | Hans-Henrik Jørgensen                                     | Christian E. Christiansen                                                                                    | Peter Eszterhás                                                      | 2 ja 2 nej | |
| 85                    | Emoji Filmen                                   | 2017           | Tony Leondis                                              | Jakob Stegelmann                                                                                             | Twitterfuglen                                                        | Nej        | Amerikansk. |
| 86                    | No Right Turn                                  | 2009           | David Noel Bourke                                         | - | Laura Bach                                                           | Nej        | |
| 87                    | Justice League                                 | 2017           | Zack Snyder                                               | - | Jason Momoa                                                          | Nej        | Amerikansk. |
| 88                    | One Shot                                       | 2008           | Linda Wendel                                              | - | Jesper Christensen                                                   | Nej        | |
| 89                    | The One Confessions of a Mime Ansigtet         | 2016 2014 2012 | Erik Schäfer Martin Vrede Nielsen Svend Ploug Johansen    | - | Rudi Köhnke Martin Vrede Nielsen Danny Thykær                        |            | 3x kortfilm. |
| 90                    | Superman IV: The Quest for Peace               | 1987           | Sidney J. Furie                                           | Dan Andersen                                                                                                 | Gene Hackman                                                         | Ja         | Amerikansk. |
| 91                    | Dræberne fra Nibe                              | 2017           | Ole Bornedal                                              | Dan Andersen Thomas Skov                                                                                     | Jens Andersen                                                        | Nej        | Live fra Bremen Teater. |
| 92                    | Portland                                       | 1996           | Niels Arden Oplev                                         | - | Michael Muller                                                       | Nej        | |
| 93                    | Viceværten                                     | 2012           | Katrine Wiedemann                                         | - | Julie Zangenberg                                                     | Nej        | |
| 94                    | Kolbøttefabrikken                              | 2014           | Morten Boesdal Halvorsen                                  | - | Allan Hyde                                                           | Nej        | |
| 95                    | Teenage Mutant Ninja Turtles                   | 2014           | Jonathan Liebesman                                        | - | Megan Fox                                                            | Ja         | Amerikansk. |
| 96                    | Camping                                        | 1990           | Sune Lund-Sørensen                                        | Jonas Vesterbøg                                                                                              | Axel Strøbye                                                         | Nej        | |
| 97                    | Gudsforladt                                    | 2015           | Kasper Juhl                                               | Karen Straarup                                                                                               | Joachim Knop                                                         | Ja         | |
| 98                    | Swinger                                        | 2016           | Mikkel Munch-Fals                                         | Søren Dürr                                                                                                   | Mille Dinesen                                                        | Nej        | |
| 99                    | I Jomfruens tegn                               | 1973           | Finn Karlsson                                             | - | Bent Warburg                                                         | Ja         | |
| Kickstarter Special 1 | The Rain                                       | 2018           | Jannik Tai Mosholt Christian Potalivo Esben Toft Jacobsen | Dan Andersen Morten Routh Sørensen Rasmus Olsen Cecilie Falgren Rubini Rachel Lewin Rukov Christian Trangbæk | Jessica Dinnage                                                      | Nej        | Fire-delt special afsnit fundet via Kickstarter. Gæsterne er fordelt over de fire afsnit som handler om hhv. seriens afsnit 1 og 2, med Dan Andersen og Morten Routh Sørensen fra podcasten Fjernsyn for mig; afsnit 3 og 4, med Rasmus Olsen; afsnit 5 og 6, med Cecilie Falgren Rubini og Rachel Lewin Rukov fra podcasten Voksen ABC; og til sidst om afsnit 7 og 8 med Christian Trangbæk. Sidste afsnit blev optaget live. Publikummet til dette bestod af folk, der havde doneret 1000 kr. eller mere til afsnittet. |
| 100                   | Reptilicus                                     | 1961           | Poul Bang (dansk) Sidney W. Pink (amerikansk)             | Jakob Stegelmann Christian Volfing Jonas Vesterbøg                                                           | Povl Wöldike                                                         | Ja         | Jubilæumsshow på Bremen Teater. |
| 101                   | Copenhagen                                     | 2014           | Mark Raso                                                 | Anders Kongen Møller                                                                                         | Gordon Kennedy                                                       | Nej        | |
| 102                   | Catwoman                                       | 2004           | Pitof                                                     | - | Halle Berry                                                          | Ja         | Amerikansk. |
| 103                   | Backgammon                                     | 2014           | Danny Thykær                                              | - | Danny Thykær                                                         | ??         | Mangler en anbefaling. |
| 104                   | Snemanden                                      | 2017           | Tomas Alfredson                                           | Brian Mørk                                                                                                   | Val Kilmer                                                           | Nej        | |
| 105                   | Finale                                         | 2018           | Søren Juul Petersen                                       | Rachel Rukow                                                                                                 | Mads Koudal og Damon Younger                                         | Nej        | |
| 106                   | Bird Box                                       | 2018           | Susanne Bier                                              | - | John Malkovich                                                       | Nej        | Amerikansk. |
| Kickstarter Special 2 | 1864                                           | 2014           | Ole Bornedal                                              | Jonas Vesterbøg Pelle Lundberg Rasmus Bruun Frederik Cilius Mathias Helt                                     | Zlatko Burić Stig Hoffmeyer Jens Christian Buskov Lund Søren Malling | Nej        | Fire-delt special afsnit fundet via Kickstarter. Gæsterne er fordelt over de fire afsnit som handler om hhv. seriens afsnit 1 og 2, med Jonas Vesterbøg; afsnit 3 og 4, med Pelle Lundberg; afsnit 5 og 6, med Rasmus Bruun og Frederik Cilius kendt fra Den Korte Radioavis og til sidst om afsnit 7 og 8 med Mathias Helt. Søren Bregendal priserne blev også givet til hver afsnit, deraf fire vindere. |
| 107                   | The Predator                                   | 2018           | Shane Black                                               | Morten Ruth                                                                                                  | Thomas Jane                                                          | Nej        | Amerikansk Sideburns var på barsel så Dan Andersen overtog hans plads. |
| 108                   | Team Albert                                    | 2018           | Frederik Meldal Nørgaard                                  | Mahamad Habane                                                                                               | Frederik Meldal Nørgaard                                             | Nej        | Live i Musikhuset Aarhus. |
| 109                   | Stjerner uden hjerner                          | 1997           | Kasper Wedendahl                                          | Nikolaj Stokholm Dan Andersen                                                                                | Dårligdommerne Christian Grønvall                                    | Nej        | Live i Bremen Teater. SB prisen blev givet til Dårligdommerne, da at lytte til deres podcast er den absolutte eneste grund til at se filmen. Ud fra stemmerne vil Christian Grønvall dog have fået prisen i "normale" omstændigheder. |

### Afsnit på Podimo
| Afsnit  | Film                                          | år             | Instruktør                                                                             | Gæst                    | Søren Bregendal-pris                         | Anbefalet    | Bemærkninger |
| ------- | --------------------------------------------- | -------------- | -------------------------------------------------------------------------------------- | ----------------------- | -------------------------------------------- | ------------ | --- |
| 1       | The Rain sæson 2 - afsnit 1 og 2              | 2019           | Søren Balle                                                                            | Mads Steffensen         |                                              |              | |
| 2       | The Rain sæson 2 - afsnit 3 og 4              | 2019           | Søren Balle                                                                            | Voksen ABC              |                                              |              | |
| 3       | The Rain sæson 2 - afsnit 5 og 6              | 2019           | Søren Balle                                                                            | Rasmus Olsen            |                                              |              | |
| 4       | Bølle Bob                                     | 1998           | Victor Marcussen                                                                       |                         | Phillip Faber                                | Nej          | |
| 5       | All About Anna                                | 2005           | Jessica Nilsson                                                                        | Denice Klarskov         | Eileen Daly                                  | Nej          | |
| 6       | Indiana Jones og Krystalkraniets Kongerige    | 2008           | Steven Spielberg                                                                       |                         | Cate Blanchett                               | Nej          | |
| 7       | Sorgenfri                                     | 2016           | Bo Mikkelsen                                                                           | Lina Rafn               | Troels Lyby Diana Axelsen                    | Nej          | Lyby fik SB for positiv optræden; Axelsen for negativ. |
| 8       | En chance til                                 | 2015           | Susanne Bier                                                                           |                         | Nikolaj Lie Kaas                             | Nej          | Troels Møller anbefalede filmen; de andre gjorde ikke. |
| 9       | In the Name of the King: A Dungeon Siege Tale | 2007           | Uwe Boll                                                                               | Michael Schøt           | Matthew Lillard                              | Nej          | |
| 10      | Klatretøsen                                   | 2002           | Hans Fabian Wullenweber                                                                |                         | Anne Lilballe                                | Nej          | |
| 11      | 3 ting                                        | 2017           | Jens Dahl                                                                              | Søren Dürr              | Jakob Lohmann                                | Nej          | |
| 12      | Spice World                                   | 1997           | Bob Spiers                                                                             |                         | Elton John                                   | Nej          | |
| 13      | Sunes familie                                 | 1997           | Hans Kristensen                                                                        | Jonas Vesterbøg         | Jarl Friis-Mikkelsen                         | Nej          | |
| 14      | Pistoleros                                    | 2007           | Shaky González                                                                         |                         | Sofie Lassen-Kahlke                          | Ja/Nej       | Jacob Hinchely anbefalede, Sideburns gjorde ikke og Troels Møller stemte halvt for og halvt imod. |
| 15      | Last Exit                                     | 2003           | David Noel Bourke                                                                      |                         | Gry Bay                                      | Nej          | |
| 16      | Grev Axel                                     | 2001           | Søren Fauli                                                                            |                         | Sofie Gråbøl, Thomas Bo Larsen               | Nej          | Gråbøl fik SB for positiv optræden; Larsen for negativ. |
| 17      | Mighty Morphin Power Rangers                  | 1995           | Bryan Spicer                                                                           |                         | Paul Freeman                                 | Ja           | |
| 18      | You & me forever                              | 2012           | Kaspar Munk                                                                            |                         | Emilie Kruse                                 | Nej          | |
| 19      | Skytten                                       | 2013           | Anette K. Olesen                                                                       |                         |                                              |              | |
| 20      | Batman & Robin                                | 1997           | Joel Schumacher                                                                        |                         | Arnold Schwarzenegger                        |              | |
| 21      | Skyskraber                                    | 2011           | Rune Schjøtt                                                                           | Rasmus Olsen            |                                              |              | Rasmus havde set Skyscraper (2018) med The Rock. |
| 22      | Skyscraper                                    | 2018           | Rawson Marshall Thurber                                                                | Rasmus Olsen            |                                              |              | |
| 23      | Hacker                                        | 2019           | Poul Berg                                                                              |                         | Niels-Martin Eriksen                         | Ja/nej       | Jacob og Troels anbefalede ikke. Christoffer anbefalede den. |
| 24      | Send mere slik                                | 2001           | Cæcilia Holbek Trier                                                                   | Lasse Rimmer            | Hunden der kaster op                         |              | |
| 25      | Store planer                                  | 2004           | Jesper W. Nielsen                                                                      |                         | Thomas Bo Larsen                             | Nej          | Troels sagde at hvis man endelig skulle have noget at gøre med denne film, så skulle man bare købe soundtracket. |
| 26      | Tæl til 100                                   | 2004           | Linda Krogsøe Holmberg                                                                 |                         | Troels Lyby                                  | Nej          | |
| 27      | FearDotCom                                    | 2002           | William Malone                                                                         |                         | Udo Kier                                     | Nej          | Halloween special. |
| 27      | Mødregruppen                                  | 2019           | Charlotte Sachs Bostrup                                                                |                         | Danica Ćurčić                                | Nej          | |
| 28      | Kaptajn Bimse                                 | 2018           | Kirsten Skytte Thomas Borch Nielsen                                                    |                         | Jon Lange                                    | Ja/Nej       | Troels og Christoffer anbefalede ikke. Jakob gjorde dog og fik overtalt Christoffer. |
| 29      | Jagtsæson                                     | 2019           | Tilde Harkamp                                                                          |                         |                                              | Nej          | |
| 30      | Rene Hjerter                                  | 2006           | Kenneth Kainz                                                                          |                         | Troels Malling                               |              | |
| 31      | Cool as Ice                                   | 1991           | David Kellogg                                                                          |                         | Vanilla Ice                                  | Ja           | |
| 32      | The Rain sæson 3 - afsnit 1                   | 2020           | Josefine Kirkeskov                                                                     |                         |                                              |              | |
| 33      | The Rain sæson 3 - afsnit 2                   | 2020           | Josefine Kirkeskov                                                                     |                         |                                              |              | |
| 34      | The Rain sæson 3 - afsnit 3                   | 2020           | Kaspar Munk                                                                            |                         |                                              |              | |
| 35      | The Rain sæson 3 - afsnit 4                   | 2020           | Kaspar Munk                                                                            |                         |                                              |              | |
| 36      | The Rain sæson 3 - afsnit 5 og 6              | 2020           | Kasper Gaardsøe                                                                        |                         |                                              |              | |
| 37      | Klassefesten                                  | 2011           | Niels Nørløv Hansen                                                                    |                         | Søren Bregendal                              | Nej          | |
| 38      | Flaskepost fra P                              | 2016           | Hans Petter Moland                                                                     |                         | Pål Sverre Hagen                             | Ja           | |
| 39      | Den Du Frygter                                | 2008           | Kristian Levring                                                                       |                         | Paprika Steen                                | Nej          | |
| 40      | Party Animal                                  | 1984           | David Beaird                                                                           |                         | Jerry Jones                                  | Ja/Nej       | Søren Bregendal vinderen blev med negative fortegn efter en del overtalelse. Troels og Jackob anbefalede ikke, men Christoffer anbefalede den i selskab af gode venner og godt med øl. |
| 41      | Sommer i Tyrol                                | 1964           | Erik Balling                                                                           |                         | Susse Wold                                   | Ja           | |
| 42      | Guldhornene                                   | 2007           | Martin Schmidt                                                                         | Anders Fjeldsted Pede B | Peter Frödin                                 | Nej          | Det var oprindeligt meningen af Heino Hansen skulle have været gæst, men han blev desværre ramt af covid-19 og blev derfor erstattet af Anders Fjeldsted i sidste øjeblik. |
| 43      | En Mand Kommer hjem                           | 2007           | Thomas Vinterberg                                                                      |                         | Morten Grundwald                             | Nej          | |
| 44      | Army of the Dead                              | 2021           | Zack Snyder                                                                            |                         | Matthias Schweighöfe                         | Nej          | |
| 45      | Rejsen til Saturn                             | 2008           | Thorbjørn Christoffersen & Craig Frank                                                 |                         | Ali Kazim                                    | Nej          | |
| 46      | Jupiter Ascending                             | 2015           | Lana Wachowski & Lilly Wachowski                                                       | Maria Månson            | Eddie Redmayne                               | Ja           | Filmen anbefales mest for at sikre at man har set en af verdens dårlige film, så man endelig kan have lidt hold i sine ord når man siger "det er den dårligste film jeg nogensinde har set". Drengene anbefalede dog at man spolede frem til filmens actions scener, og alle scener med Eddie Redmayne.                                                          |
| 47      | Den lille død Enter the cowboy Global alarm   | 2011 2017 2009 | Rasmus Frøkjær Justesen Jack Hansen Svend Ploug Johansen                               |                         | Jack Hansen fra Enter the Cowboy kortfilmen. |              | 3 x kortfilm fra Ekkos shortlist. Filmene blev rangeret således: 1. Enter the Cowboy. 2. Den lille død. 3. Global alarm. Drengene opfordrede desuden lytterne til at gå ind på Ekkos shortlist og sørge for at de tre kortfilm alle fik en bedre rating. |
| 48      | Bertram & Co.                                 | 2002           | Hans Kristensen                                                                        | Natasha Brock           | Jarl Friis Mikkelsen                         | Nej          | Filmen bliver omtalt som en af de dårligste siden "filmen der ikke må nævnes". |
| 49      | En enkelt til Korsør                          | 2008           | Gert Fredholm                                                                          |                         | Lærke Winther                                | Nej          | |
| Special | Echoes of a Ronin                             | 2014           | Shaky González                                                                         | David Sakurai           | David Sakurai                                | Ja           | Special episode med David Sakurai som selv spillede hovedrollen i filmen. |
| 50      | Klassefesten 2                                | 2014           | Mikkel Serup                                                                           | Line Kirsten            | Annika Aakjær                                | Nej          | Udover "Søren Bregendahl" - prisen bliver der også ekstraordinært givet en "Sy Lee" pris til Sy Lee for den statist der udmærker sig i baggrunden. |
| 51      | Vikaren                                       | 2007           | Ole Bornedal                                                                           | Heino Hansen            | Lars Bom                                     | Nej          | Live show på Bremen teater. |
| 52      | Simon & Malou                                 | 2009           | Lasse Spang Olsen (Sprang fra inden filmen kom i biografen) Theis Mølstrup Christensen | Fallulah                | Dejan Cukic                                  | Nej          | Sy Lee pris til Joel Kinnaman. Dean Cukics Bregendahl pris var med negative fortegn. Fallulah og Sideburns anbefalede desuden kun filmen hvis man lavede et drukspil. |
| 53      | Ørkenens juvel                                | 2001           | Thomas Borch Nielsen                                                                   | Per Vers                | Peter Hesse Overgaard                        | Nej          | Per Vers var syg og derfor ikke med til selve optagelsen, men han sendte et klip med hans egne kommentarer om filmen. |
| 54      | Shelley                                       | 2016           | Ali Abbasi                                                                             | Fie Neergaard           | Elvira Friis                                 | Nej          | Sy Lee pris til Marlon Kindberg Bach som Sigurd for at slå den gravide hoved karakter i maven. Pornostjernen Elvira Friis tjente hendes Søren Bregendahl pris for at blive fistet. |
| 55      | En frygtelig kvinde                           | 2017           | Christian Tafdrup                                                                      | Sandie Westh            | Amanda Collin                                | Ja x2 nej x2 | Sy Lee pris til Søren Hauch-Fausbøll. |
| 56      | Cats                                          | 2019           | Tom Hooper                                                                             | Ulla Essendrop          | The Railway Cat                              | Ja           | Sy Lee pris til Idris Elba. |
| 57      | Humørkort-stativ-sælgerens søn                | 2002           | Peter Bay                                                                              | David Mandel            | Hella Joof                                   | Nej          | Sy Lee pris til leguanen Kamma. |
| 58      | Tvilling                                      | 2003           | Hans Fabian Wullenweber                                                                | Per Vers                | Lene Timroth                                 | Nej          | Sy Lee pris til Øko mælken. |
| 59      | Det grå guld                                  | 2013           | Shaky González                                                                         |                         | Anders Matthesen                             | Nej          | En film af Shaky González. Det var meningen af Mette Sønderholm fra "Hvorfor taler vi ikke mere om mig?" skulle have været gæst i episoden, men hun kunne ikke deltage fordi hun havde COVID-19. Sy Lee pris til Kim Sønderholm |
| 60      | Zack Snyder's Justice League                  | 2021           | Zack Snyder                                                                            |                         | Ezra Miller                                  | Nej          | Troels synes, at filmen var en lille forbedring af 2017-udgaven, mens både Jacob og Sideburns syntes den var værre. |
| 61      | Selvhenter                                    | 2019           | Magnus Millang                                                                         |                         | Emil Milang                                  | Nej          | Episoden er markeret som episode 52. |
| 62      | Space Jam: A New Legacy                       | 2021           | Malcolm D. Lee                                                                         | Mette Søndergaard       | Don Cheadle                                  | Nej          | Sy Lee pris til the Night King. |
| 63      | Vølvens forbandelse                           | 2009           | Mogens Hagedorn                                                                        |                         | Clara Marie Bahamonde                        | Nej          | Sy Lee pris til Ærkebiskop Absalon. |
| 64      | Fukssvansen                                   | 2001           | Niels Arden Oplev                                                                      |                         | Thomas Bo Larsen                             | Ja           | Troels syntes filmen var god og gjorde meget ud af at forsvare den overfor Jacob og Christopher, der på ingen måde brød sig om filmen. Sy Lee pris til Samy Andersen "Hassan". |
| 65      | Centervagt                                    | 2021           | Rasmus Heide                                                                           | Thomas Warberg          | Charter McCloskey                            | Nej/Ja       | Live show på Bremen Teater. Anbefalingen om man skulle se filmen eller ej var et nej fra Troels, Christopher, Thomas Warberg og et rungende nej fra publikum. Jacob mente derimod at man burde se den, bare for at være vidne til dansk filmhistorie. Sy Lee prisen gik til den meget smukke runner som bliver hivet ind som månedens medarbejder ud af det blå. |
| 66      | The Happening                                 | 2008           | M. Night Shyamalan                                                                     | Anders Lund Madsen      | Mark Wahlberg                                | Ja x3        | Første episode i dårligdommernes “Blockbuster sommer” Sy Lee-prisen til kvinde som viser en snuff-film af en løve der river armene af en mand til et lille barn |
| 67      | Toscana                                       | 2022           | Mehdi Avaz                                                                             |                         | Sebastian Jessen                             | Nej          | Anden episode i dommernes "Blockbuster Sommer". Sy Lee-prisen gik til Christopher og en oliven. |
| 68      | Jurassic World                                | 2015           | Colin Trevorrow                                                                        |                         | Judy Greer                                   | Nej          | Tredje episode i dommernes "Blockbuster Sommer". Sy Lee-prisen gik til park-medarbejder med gris og som åbner en låge meget entuastisk |
| 69      | Gods of egypt                                 | 2016           | Alex Proyas                                                                            |                         | Chadwick Boseman                             | Ja           | Fjerde episode i dommernes “Blockbuster Sommer” Sy Lee- prisen gik til de mange Chadwick Boseman replikanter |
| 70      | Fantastic Four                                | 2015           | Josh Trank                                                                             |                         | Kate Maras paryk                             | Nej          | Femte episode i dommernes “Blockbuster sommer” Sy Lee-prisen går til Toby Kebbell |
| 71      | Van Helsing                                   | 2004           | Stephen Sommers                                                                        | Natasha Brock           | Richard Roxburgh                             | Ja           | Sjette episode i dommernes “Blockbuster Sommer” Sy Lee-prisen går til Tom Fisher som bedemanden der prøver at slå Van Helsing ihjel ud af det blå |
| 72      | Gigli                                         | 2003           | Martin Brest                                                                           | Sebastian Jessen        | Jennifer Lopez                               | Nej          | Syvende afsnit i dommernes “Blockbuster sommer” i starten af afsnittet bliver der snakket med Sebastian Jessen om de film han har medvirket i som de har anmeldt Sy Lee-prisen gik til Christopher Walken |
| 73      | Sucker Punch                                  | 2011           | Zack Snyder                                                                            | Jon Lange               | Oscar Isaac                                  | Nej          | Ottende episode i dommernes “Blockbuster Sommer” i starten af afsnittet bliver der snakket med Jon Lange de film han har medvirket i som de har anmeldt |
| 74      | Jurassic World: Fallen Kingdom                |                |                                                                                        |                         | Justice Smith                                | Nej          | Niende episode i dommernes "Blockbuster Sommer. Sy Lee-prisen gik til Jeff Goldblum |
| 75      | Kærlighed for voksne                          |                |                                                                                        | Mathias Helt            | Milo Kampalalo                               | Nej          | Sy Lee-prisen gik til Marta En ny kortlivet pris blev indført under navnet Ranthes rante hvor man følte sig i trygge hænder i en dårlig film |
| 76      | Alle for én                                   |                |                                                                                        |                         | Mick Øgendahl (negativ)                      | nej          | Sy Lee-prisen gik til Kvickly drengene og Ranthes rante gik til Rutger Hauer |
| 77      | Klienten                                      |                |                                                                                        |                         |                                              |              | |
| 78      | Alle for to                                   |                |                                                                                        |                         |                                              |              | |
| 79      | Malous jul                                    | 2020           | Claus Bjerre                                                                           |                         |                                              |              | |
| 80      | Den tid på året                               | 2018           | Paprika Steen                                                                          |                         |                                              |              | |
| 81      | Alle for tre                                  |                |                                                                                        |                         |                                              |              | |